# Dhuseni (Ilam)
Dhuseni (nep. धुसेनी) – gaun wikas samiti we wschodniej części Nepalu w strefie Meći w dystrykcie Ilam. Według nepalskiego spisu powszechnego z 2001 roku liczył on 833 gospodarstw domowych i 4514 mieszkańców (2278 kobiet i 2236 mężczyzn).